# Saheldroogtes

Afbeelding 1: Regengegevens van ruim een eeuw uit de Sahel tonen een ongebruikelijk natte periode van 1950-1970, gevolgd door extreem droge jaren van 1970-1990. Vanaf 1990 tot heden werd het regenniveau iets beneden het gemiddelde van 1898-1993, maar met grote variaties.

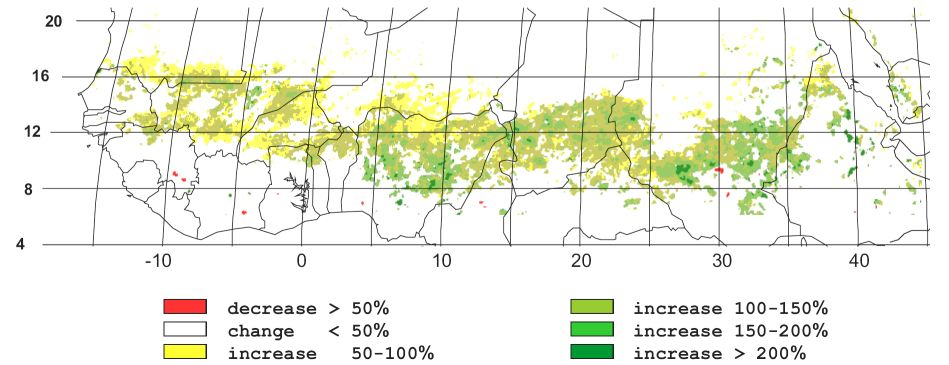
Afbeelding 2: recente "vergroening" van de Sahel: trendanalyse van NOAA AVHRR NDVI-data 1982-1999. Gebieden met <95% waarschijnlijkheid wit.

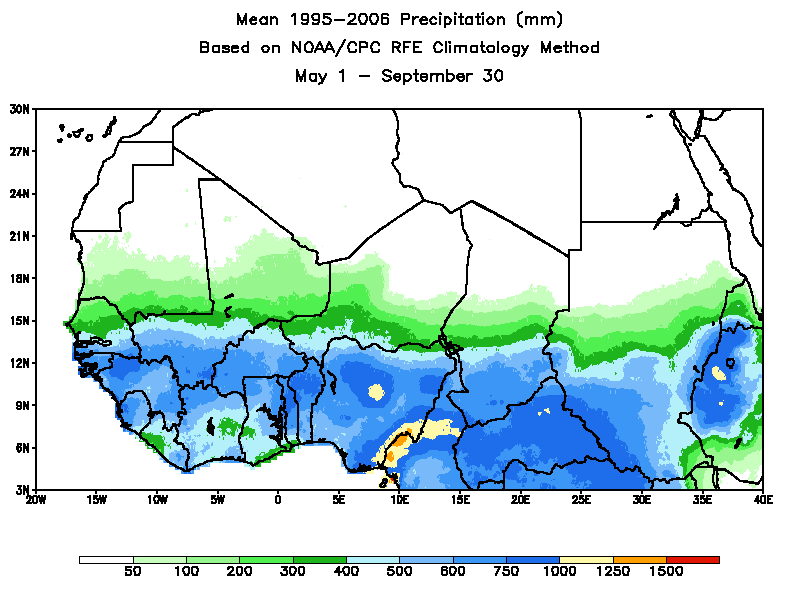
Afbeelding 3: gemiddelde hoeveelheid regen in het natte seizoen (1 mei– 30 september) in West-Afrika. Periode 1995–2006. Gebaseerd op regenvalschattingen van NOAA/CPC. Africa Rainfall Climatology (CPC ARC)-serie.

De Sahel is sinds lange tijd bekend met historische droogteperiodes, teruggaand tot ten minste de 17e eeuw. Het is een zone met een steppeklimaat ingeklemd tussen de Afrikaanse savannen en regenwouden in het zuiden en de Saharawoestijn in het noorden, tussen ongeveer 10° en 23°NB. In de 20e eeuw hebben drie lange droogtes grote invloed gehad op de natuurlijke omgeving en het maatschappelijk leven van de Sahellanden. Hongersnoden traden op in de jaren rond 1910, rond 1940 en 1970-1990 hoewel tussen 1975 en 1980 een gedeeltelijk herstel optrad. De meest recente droogtes vonden plaats in 2010 en 2012.
Sinds de 17e eeuw is ten minste één ernstige droogte per eeuw bekend, de frequentie en ernst van de droogtes in de 20e eeuw vallen op. Honger en grootscheepse verhuizingen en zoektochten naar vegetatie en voedsel traden op van 1968 to 1974 en opnieuw in het begin van de jaren 80. Vanaf het eind van de jaren 60 tot het begin van de jaren 80 stierven 100.000 mensen van de honger, 750.000 werden afhankelijk van voedselhulp en de meeste van de 50 miljoen inwoners werden erdoor beïnvloed. De economieën, landbouw en veeteelt van grote delen van Mauritanië, Mali, Tsjaad, Niger en Burkina Faso werden ernstig geschaad.
Sinds rond 1985 is de regenval in de zomer weer toegenomen, met een toename van de vegetatie, er wordt wel gesproken van een vergroening van de Sahel. De toegenomen regenval wordt onder andere toegeschreven aan veranderingen in de straalstroom. Een vanuit Zuidoost-Azië komende oostelijke straalstroom blaast (in de zomermaanden) even benoorden de evenaar over Afrika, in de omgeving ervan ontstaan storingen die westwaarts trekken en regen brengen.
Een onderzoek in 2011 gaf aan dat verschuivingen in de positie ervan samenvielen met een noordwaartse verplaatsing van de tropische regenzone.

## Geschiedenis
Onderzoek van sedimenten in het Bosumtwimeer in Ghana geven aanwijzingen dat droogteperiodes van tientallen jaren de laatste 3000 jaar in West-Afrika gewoon waren en dat sommige nog veel langer duurden en ernstiger waren dan die van de 20e eeuw.
Omdat regenval in de Sahel in een korte periode van het jaar is geconcentreerd, is het gebied vatbaar voor volksverhuizingen als droogtes optreden. Dit is al zo sinds de ontwikkeling van landbouw en veeteelt ongeveer 5000 jaar geleden. De Sahel wordt gekenmerkt door een neerslaghoeveelheid van 100-400 mm per jaar die valt in een periode van enkele weken tot twee maanden in de zomer.
Ondanks deze kwetsbaarheid is er niet steeds een correlatie tussen droogte en hongersnood in de Sahel. Door wetenschappelijk onderzoek konden trends in de regenval en specifieke droogteperiodes in het laatste millennium worden aangewezen. Schriftelijke en mondelinge bronnen spreken echter niet altijd van hongersnood bij alle droogtes. Een onderzoek uit 1997 naar het samenvallen van regenval en honger in noordelijk Nigeria concludeerde dat de meest ingrijpende hongersnoden optraden als het cumulatief neerslagtekort in een gebied beneden 1,3 maal de standaarddeviatie van het gemiddelde kwam. De periode 1982-1984 was bijvoorbeeld bijzonder destructief voor de Fula-herderbevolking in Senegal, Mali en Niger, en de Tuareg van noordelijk Mali en Niger. De bevolking had al te lijden gehad van de periode 1968-1974; er was onvermogen om kuddes op te bouwen die een tiental jaren eerder verloren waren gegaan. Samen met andere factoren als Senegalees-Mauritanische grensproblemen en Niger's afhankelijkheid van dalende uraniumprijzen, leidde dit tot een destructieve hongersnood.

### 600–700
Bewaard gebleven notities van het klimaat in de Sahel beginnen met de komst van de eerste Moslim-reizigers. Deze lijken te duiden op weinig regenval in de 7e en 8e eeuw met daarna een flinke toename vanaf 800.

### 1000–1750
Een citaat uit een studie naar West-Afrikaanse droogtes gebaseerd op sedimenten in het Bosumtwimeer in Ghana (geen historische ooggetuigenverslagen) gepubliceerd in het tijdschrift Science in April 2009: 

"... deze droogtes die meerdere eeuwen duurden kwamen voor tussen 1000 en 1300 en tussen 1500 en 1750. Deze laatste was ongeveer gelijk met de kleine ijstijd toen de temperaturen op het noordelijk halfrond lager waren dan tegenwoordig. In tegenstelling tot eerder onderzoek dat in Oost-Afrika in deze tijd nattere omstandigheden reconstrueerde geeft proxy-bewijs van Lake Bosumtwi aan dat deze periode droog was. Bewijs voor droogte beperkt zich echter niet tot Afrika. Gegevens uit andere tropische gebieden, het warme zeegebied van de westelijke Grote Oceaan, de Arabische Zee, continentaal Azië en tropisch Zuid-Amerika geven alle aanwijzingen voor droge omstandigheden in deze periode."

Het Bosumtwimeer staat niet in verbinding met andere wateren en is geschikt voor onderzoek naar neerslag en verdamping in dat gebied. Een punt van aandacht is dat het vrij zuidelijk ligt, meer in de tropen dan in de eigenlijke Sahel.

### 1640
De eerste grote historisch beschreven droogte in de Sahel kwam voor rond 1640. Een grote droogte na een aantal over het algemeen natte jaren kwam volgens Europese reizigers ook voor tussen 1680 en 1690.

### 1740-1760
Deze cyclus van enkele tientallen natte jaren gevolgd door droogte werd in de 18e eeuw herhaald waarbij in de jaren 40 en 50 van die eeuw honderdduizenden mensen stierven. Deze periode wordt in kronieken van wat nu Noord-Nigeria, Niger en Mali is, aangeduid met "Grote Hongersnood", de ergste van de voorgaande 200 jaar. Het veroorzaakte grootschalige verhuizingen en verstoorde ook de trans-Sahara handelsroutes naar Noord-Afrika en Europa.

### 1830-1900
Rond 1790 begonnen weer droge omstandigheden vergelijkbaar met het laatste deel van de 20e eeuw. Deze duurden tot rond 1870. Het zwaartepunt viel in de jaren 1820-1830 met een droogte van 12-15 jaar; gebieden met hongersnood strekten zich uit van Senegal tot Tsjaad. Het Tsjaadmeer droogde deels op. Deze droogte kan een grootschalige emigratie uit het Bornu-koninkrijk veroorzaakt hebben wat bijdroeg aan zijn snelle achteruitgang in de 19e eeuw. In wat nu Noord-Senegal is werd het sultanaat Futa Toro getroffen door het uitblijven van het regenseizoen van 1833, wat tot 1837 perioden van hongersnood gaf.
Na 1870 volgde een erg natte periode met een duur van ongeveer 25 jaar. Vanaf circa 1895 werd het droger wat leidde tot de enige grote hongersnood in het begin van de 20e eeuw.

### 1e helft 20e eeuw
De eerste regenmeters in de Sahel dateren uit 1898, ze tonen een flinke droogte in de jaren vanaf 1910 waarbij over een groot gebied hongersnood optrad. In de jaren 1920 en 1930 volgde een natte periode, vooral 1936 was een zeer nat jaar. Daarna enkele korte droogtes, vooral in 1949, maar vanaf 1950 was het voortdurend te nat; uitbreiding van landbouw en veeteelt om een groeiende bevolking te voeden kenmerkten deze periode. Waarschijnlijk heeft dit bijgedragen aan de ernstige gevolgen van de daaropvolgende droogtes.

### 2e helft 20e eeuw
Mali, Burkina Faso, noordelijk Nigeria, Zuid-Niger, het uiterste noorden van Kameroen (bij het Tsjaadmeer) en centraal Tsjaad hadden te kampen met het uitblijven van regen vanaf eind jaren 60. Met een onderbreking door twee vrij normale jaren (1974 en 1975) duurde dit tot in de jaren 90. Het verschil met de jaren 1950-1959 was groot: toen was de neerslag in de Sahelzone 20 tot 30% boven normaal; in 1973 was dit 40% onder normaal. De hoeveelheid liep terug van rond 350 mm gemiddeld over de Sahel in de jaren 50 tot 200 mm per jaar in de periode 1968-1973. Uit afbeelding 3 is op te maken dat de zone met juist voldoende regenval om landbouw en veeteelt mogelijk te maken, nogal smal is. Een relatief kleine verschuiving van de weersystemen naar het noorden resp. het zuiden leidt tot een belangrijke vergroting resp. verkleining van de hoeveelheid regen.
Het African Journal of Ecology vat de verandering in de omgevingsfactoren samen die volgden uit de droogtes, onder andere een grote afname van de biodiversiteit en steppebranden.

### 2010 en 2012
Van juni tot augustus 2010 heerste droogte, hitte en honger. De oogsten in Niger konden in de hitte niet rijpen. Meer dan een miljoen mensen liepen risico op voedselgebrek. In Tsjaad bereikte de temperatuur op 22 juni 47,6°C in Faya-Largeau, waarmee het record uit 1961 in dezelfde plaats werd gebroken. Niger evenaarde het record uit 1998 ook op 22 juni met 47,1°C in Bilma en brak het op de 23e met 48,2°C. In Soedan werd op 25 juni 49,6°C bereikt in in Dongola, en overtrof het record uit 1987. Niger berichtte over sterfgevallen door ziekten en ondervoeding. De militaire junta, aan de macht sinds februari 2010, deed een beroep op internationale voedselhulp. Op 26 juli bereikte de hitte nogmaals bijna-recordwaarden in Tsjaad en Niger.
Valerie Amos, hoofd van de humanitaire afdeling van de VN, gaf in 2012 een verklaring uit dat meer dan 15 miljoen mensen in West-Afrika en de Sahel aan ondervoeding leden door mislukkende oogsten als gevolg van droogte.
Mauritanië en Tsjaad hadden een 50% lagere oogst vergeleken met 2011. De voedselreserves waren erg laag en graanprijzen stegen tot 60-85% boven de gebruikelijke waarden. In Tsjaad werden rond 3,6 miljoen mensen erdoor getroffen. In Burkina Faso gold dit voor 2,8 miljoen, in Senegal hadden meer dan 800.000 niet genoeg voedsel.

## Mogelijke factoren
Aanvankelijk werd gedacht dat droogte in de Sahel voornamelijk door de mens werd veroorzaakt middels overbegrazing en ontbossing. Het veranderde landschap zou droogte induceren. Woestijnvorming is daarbij vooral een probleem dat werkt van binnenuit de Sahelzone en niet direct door een uitbreiding van de Sahara zelf naar het zuiden. Door overbegrazing, land dat na de gierstoogst kaal blijft liggen en het kappen van struiken en bomen voor meer akkerland verdwijnt beschuttende vegetatie en wordt de grond armer. De fauna loopt daarbij ook terug, in tegenstelling tot voor 1950 brengt de jacht bijna niets meer op. Bevolkingsgroei is onder andere in Niger een probleem dat bijdraagt aan het onvermogen van een gebied zichzelf te voeden.
In de 21e eeuw lieten simulaties met klimaatmodellen zien dat grootschalige veranderingen in het circulatiepatroon belangrijker oorzaken zijn dan veranderingen in het landschap. Over de achterliggende factoren van circulatiewijzigingen lopen de meningen uiteen, de resultaten van simulatiemodellen zijn niet eenduidig.
In 2002, nadat het fenomeen van global dimming was ontdekt, suggereerde een CSIRO-onderzoek dat de droogtes in de 20e eeuw mogelijk werden veroorzaakt door luchtvervuiling op het noordelijk halfrond waardoor de eigenschappen van wolken boven de Atlantische Oceaan veranderden wat de West-Afrikaanse moesson verstoorde en tropische regens zuidwaarts deed verschuiven.
Klimaatsimulaties uitgevoerd door Held cs. (2005) met een model van de NOAA, lieten zien dat de droogtes deels een respons waren op een veranderd patroon van zeewatertemperaturen naast menselijke invloed. De menselijke factoren bestaan uit de toename van broeikasgassen en aerosols in de atmosfeer. Het door hen gebruikte model voorspelt een drogere Sahel in de toekomst, maar ze adviseren tegen het gebruiken van de resultaten van één model omdat de uitkomsten te veel verschillen. Wel dient de verwachting van een drogere trend in de 21e eeuw serieus genomen te worden als mogelijk scenario. Ook een studie van de Universiteit van Washington, gepubliceerd in 2013, suggereert dat in de 20e eeuw aerosols een zuidelijke verplaatsing van de Intertropische convergentiezone veroorzaakten. Hierdoor bleven de neerslaghoeveelheden beneden normaal.
Een onderzoek uit 2006 (Zhang) door wetenschappers van de NOAA suggereert dat de Noord-Atlantische Oscillatie (NAO) met bijbehorende temperatuurveranderingen van het oceaanwater een leidende rol speelt. Een warme NAO-fase versterkt de zomerregen in de Sahel, de koude fase doet deze verminderen. De NAO begon in 1995 aan een warme fase en uitgaande van een 70-jarige cyclus (pieken traden op in ≈1880 en ≈1950), wordt rond 2020 opnieuw een piek bereikt. Een onderzoek in 2009 vond ondersteuning voor een link tussen de Atlantische sea surface temperatures en West-Afrikaanse droogte.
Volgens Wang & Gillies (2011) zijn verschuivingen in de straalstromen en de Intertropische convergentiezone van belang, die mogelijk weer worden veroorzaakt door veranderingen in intensiteit van de zonnestraling, temperaturen van het oceaanwater of luchtvervuiling en broeikasgassen. Het herstel van de Sahel sinds 1990, door de media aangeduid als "Sahel Greening", wordt door hen toegeschreven aan activering van de tropical easterly jet en de African easterly jet, die tot een nattere periode leiden. De positie van deze jets is noordelijker geworden en daardoor kwam in de zomer de regenzone verder ten noorden van de evenaar te liggen.

## Reactie Verenigde Naties
In 1973 werd de United Nations Sahelian Office (UNSO) ingesteld om de problemen aan te pakken die gevolg waren van de droogte in de jaren 1968-1973. In 1990 werd de werd de UNSO omgevormd tot de United Nations Development Programme's Office to Combat Desertification and Drought, en ging zich op woestijnvorming en droogteproblemen over de hele wereld richten.